# Na Lum Cah
Na Lum Cah (auch: Na Luum Cah) ist ein Ort im Toledo District von Belize.
2010 hatte der Ort 69 Einwohner, hauptsächlich Angehörige des Volkes der Mopan.

## Name
Der Name bedeutet in der Maya-Sprache Mutter Erde Dorf.

## Geografie
Der Ort liegt abgelegen im Dschungel, nur durch einen Straßen-Abzweig zwischen San José im Südwesten und Jimmy Cut im Osten zu erreichen. Im Nordwesten erhebt sich der Cerro Miramar (557 m, ⊙). Die Flüsse der Umgebung entwässern zum Blue Creek.

## Klima
Nach dem Köppen-Geiger-System zeichnet sich Na Lum Cah durch ein tropisches Klima mit der Kurzbezeichnung Af aus.

## Gesellschaft
Der Ort wurde 1986 von Mopan-Familien aus San Antonio gegründet worden. Das Dorf wählt einen Alcalde. Es gibt eine eigene Grundschule.